# Greatest Hits (álbum de Neil Young)
Greatest Hits es un álbum recopilatorio del músico canadiense Neil Young, publicado por la compañía discográfica Reprise Records en noviembre de 2004. 
El álbum, el tercer recopilatorio oficial de Young tras el lanzamiento de Decade (1976) y Lucky Thirteen (1993), cubre la carrera del músico entre 1969 y 1992, desde la publicación de su primer álbum hasta Harvest Moon. En la contraportada del álbum, Young comentó que las canciones fueron seleccionadas «según las ventas de discos, la difusión en radios y las descargas conocidas».
Todas las canciones de Greatest Hits fueron remasterizadas usando un proceso HDCD, que Young ha venido utilizando para sus trabajos de estudio desde 1995. El álbum fue también publicado como DVD Video de alta resolución con audio de 24 bits/96 kHz, y en un formato de dos discos incluyendo el álbum con las canciones más un DVD con los videos de «Rockin' in the Free World» y «Harvest Moon». En el comunicado de prensa sobre el lanzamiento de Greatest Hits, Young comentó: 

«Uno de los trabajos más importantes de cualquier músico es proveer un sonido de calidad a la gente. La calidad ha tenido un duro golpe en años recientes, pero está comenzando a volver atrás gracias al DVD-estéreo. No hay comparación entre el DVD-estéreo y un disco compacto regular o incluso el sonido 5.1. Es la diferencia entre una reflexión real de la música y una mera réplica. Siempre he sido un fiel creyente de lo analógico y esto es lo más cercano a la gratificante experiencia de escuchar un disco de vinilo».

La edición en vinilo incluyó un sencillo de 7" con las canciones «The Loner» y «Sugar Mountain», no incluidas en el álbum original. 
Tras su lanzamiento, Greatest Hits debutó en el puesto 27 de la lista estadounidense Billboard 200 la semana del 4 de diciembre de 2004, con ventas aproximadas de 51 000 copias durante su primera semana a la venta. El álbum se mantuvo 17 semanas en lista y fue certificado como disco de oro por la RIAA el 23 de enero de 2006.

## Lista de canciones
Todas las canciones escritas y compuestas por Neil Young. 
| N.º | Título                            | Álbum                           | Duración |  |
| 1.  | «Down By the River»               | Everybody Knows This Is Nowhere | 9:16     |  |
| 2.  | «Cowgirl in the Sand»             | Everybody Knows This Is Nowhere | 10:05    |  |
| 3.  | «Cinnamon Girl»                   | Everybody Knows This Is Nowhere | 2:59     |  |
| 4.  | «Helpless»                        | Déjà Vu                         | 3:37     |  |
| 5.  | «After the Gold Rush»             | After the Gold Rush             | 3:46     |  |
| 6.  | «Only Love Can Break Your Heart»  | After the Gold Rush             | 3:08     |  |
| 7.  | «Southern Man»                    | After the Gold Rush             | 5:31     |  |
| 8.  | «Ohio»                            |                                 | 2:59     |  |
| 9.  | «The Needle and the Damage Done»  | Harvest                         | 2:10     |  |
| 10. | «Old Man»                         | Harvest                         | 3:22     |  |
| 11. | «Heart of Gold»                   | Harvest                         | 3:07     |  |
| 12. | «Like a Hurricane»                | American Stars 'N Bars          | 8:20     |  |
| 13. | «Comes a Time»                    | Comes a Time                    | 3:04     |  |
| 14. | «Hey Hey, My My (Into the Black)» | Rust Never Sleeps               | 4:59     |  |
| 15. | «Rockin' in the Free World»       | Freedom                         | 4:41     |  |
| 16. | «Harvest Moon»                    | Harvest Moon                    | 5:03     |  |

## Posición en listas
| País              | Lista                      | Posición |
| ----------------- | -------------------------- | -------- |
| Alemania          | Media Control Top-50 Chart | 41       |
| Australia         | ARIA Albums Chart          | 25       |
| Austria           | Ö3 Austria Top 40          | 45       |
| Bélgica (Flandes) | Ultratop 200 Albums        | 24       |
| Bélgica (Valonia) | Ultratop 200 Albums        | 86       |
| Canadá            | Canadian Albums Chart      | 21       |
| Estados Unidos    | Billboard 200              | 27       |
| Finlandia         | Top 50 Albums              | 24       |
| Noruega           | VG-lista Albums Chart      | 10       |
| Reino Unido       | UK Albums Chart            | 45       |
| Países Bajos      | Mega Album Tol 100         | 49       |
| Suecia            | Albums Top 60              | 13       |
| Suiza             | Hit Parade Albums Top 100  | 95       |

## Certificaciones
| País           | Organismo certificador | Certificación | Ventas certificadas | Ref.   |
| -------------- | ---------------------- | ------------- | ------------------- | ------ |
| Alemania       | BVMI                   | Oro           | 100 000             | [ 20 ] |
| Australia      | ARIA                   | Platino       | 70 000              | [ 21 ] |
| Estados Unidos | RIAA                   | Oro           | 500 000             | [ 6 ]  |
| Canadá         | CRIA                   | Oro           | 50 000              | [ 22 ] |